# Ozerne, Petropavlivka
Ozerne (în ucraineană Озерне) este un sat în comuna Oleksandropil din raionul Petropavlivka, regiunea Dnipropetrovsk, Ucraina.

## Demografie
Componența lingvistică a localității Ozerne
     Ucraineană (92,63%)
     Rusă (5,53%)
     Alte limbi (0,46%)
Conform recensământului din 2001, majoritatea populației localității Ozerne era vorbitoare de ucraineană (92,63%), existând în minoritate și vorbitori de rusă (5,53%) și armeană (1,38%).